# Wilhelm Philipps (Theologe, 1859)

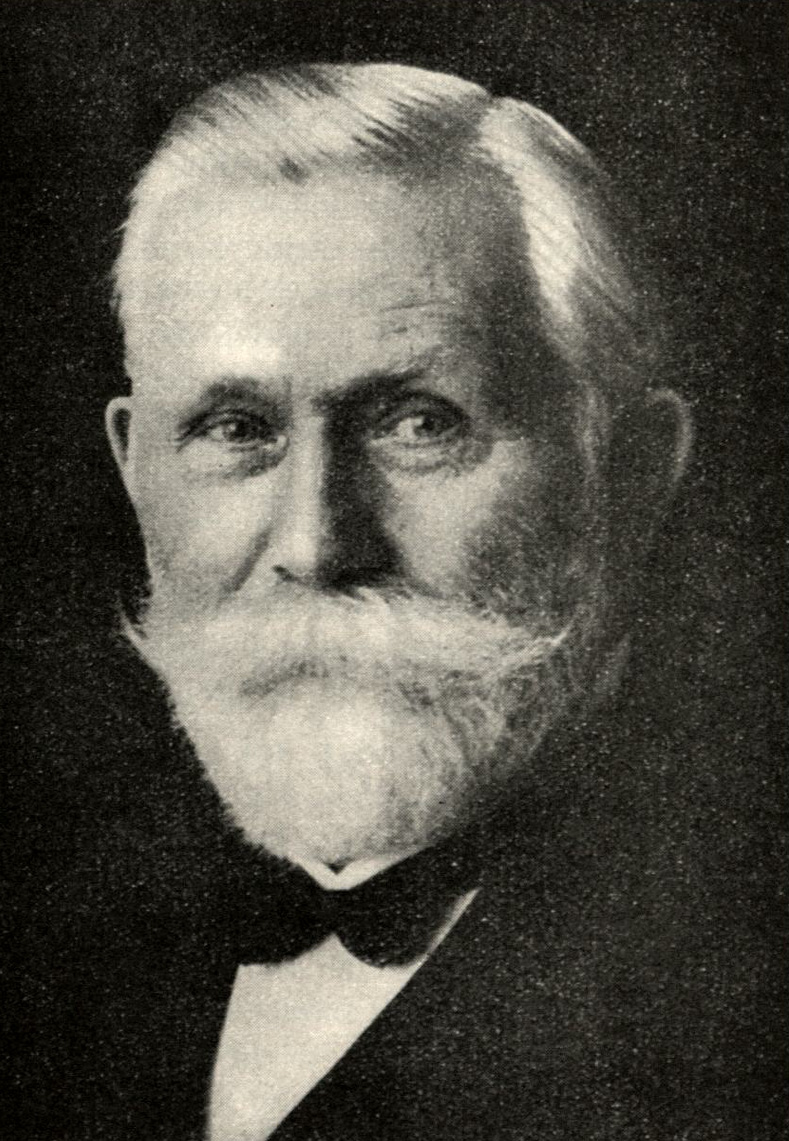
Wilhelm Philipps

Wilhelm Philipps (der Ältere) (* 11. Dezember 1859 in Opherdicke (heute Stadtteil von Holzwickede, Kreis Unna); † 22. Mai 1933 in Heilsbronn) war ein deutscher evangelischer Theologe und Politiker.

## Leben und Wirken

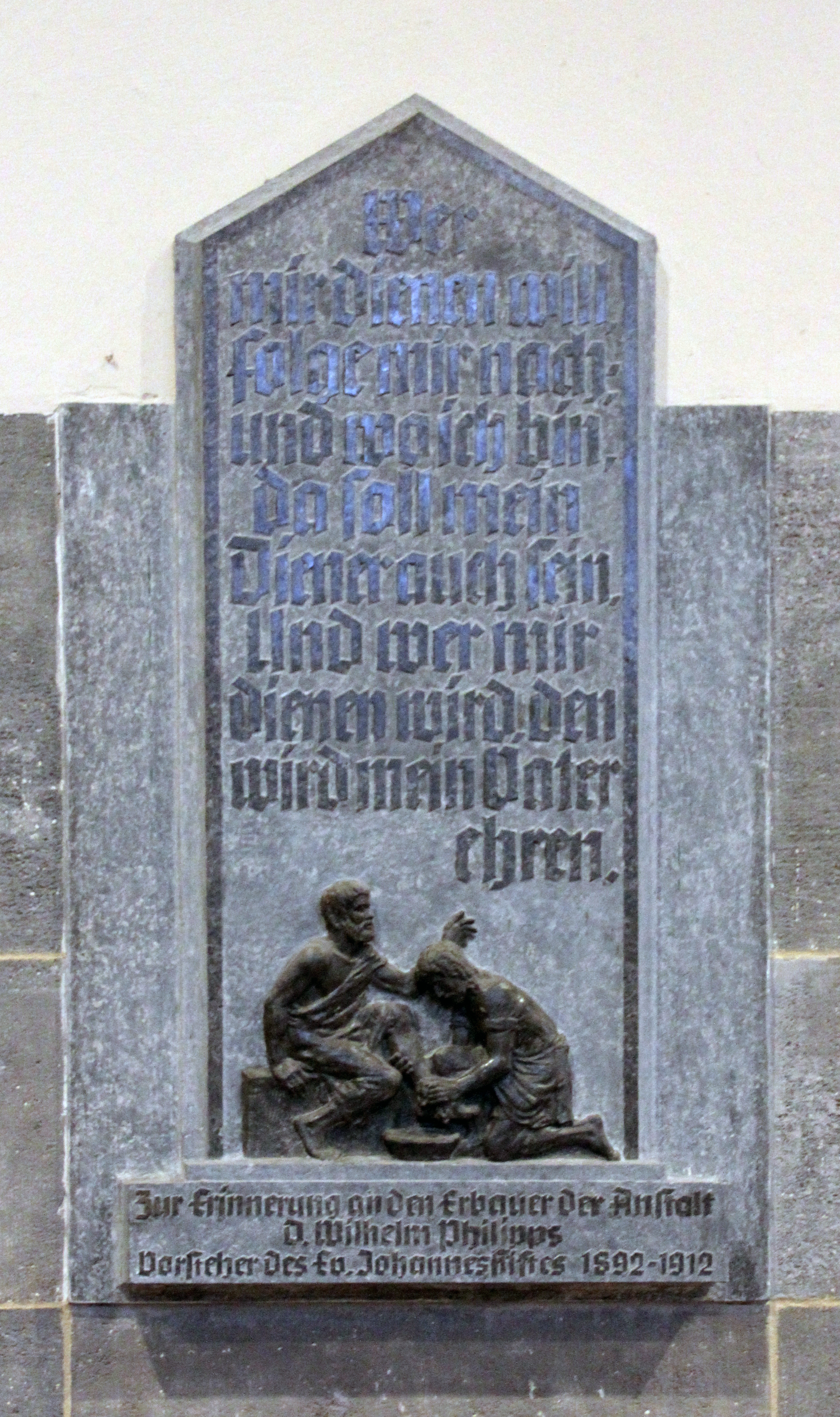
Gedenktafel, Schönwalder Allee 26, in Berlin-Hakenfelde

Seine Eltern waren der Pastor in Opherdicke Wilhelm Philipps (1831–1894) und Mathilde von Velsen (1836–1872), eine Tochter des Pastors Engelbert von Velsen.
Philipps besuchte das Evangelisch Stiftische Gymnasium Gütersloh, wo er 1879 auch die Reifeprüfung ablegte. Nach dem Theologiestudium in Tübingen, Erlangen und Bonn und der Promotion zum D. theol. betätigte er sich als Hilfsprediger in Greifswald. In der Zeit wurde Philipps Mitglied des Wingolfs in Tübingen, Erlangen, Bonn und Greifswald. Von 1886 bis 1890 war er Stadtmissionsinspektor der von Adolf Stoecker 1877 aufgebauten Berliner Stadtmission, danach zwei Jahre Geistlicher des Evangelischen Vereins für kirchliche Zwecke. Von 1892 bis 1912 wirkte er als Vorstand des Evangelischen Johannesstifts, das 1858 von Johann Heinrich Wichern nach dem Vorbild des Rauhen Hauses in Hamburg mit der Aufgabe der Erziehung und Pflege Körperbehinderter und Schwererziehbarer sowie als Ausbildungsstätte für Diakone in Berlin gegründet worden war. 1907 bis 1910 wurde das Stift von Plötzensee nach Spandau verlegt, nach seinen Vorstellungen als neue Anlage aufgebaut und am 18. September 1910 eingeweiht. Dafür gelang es ihm finanzielle Gönner zu gewinnen, wobei ihm auch seine familiären Verbindungen hilfreich waren, denn seine Ehefrau war Lydia Bolle (1868–1927) aus der Familie des Unternehmers Bolle. Nach seinem Ausscheiden blieb Philipps dem Stift weiterhin als Kurator verbunden. 1917 wurde er zum Leiter der Berliner Stadtmission sowie zum Vorsitzenden des gleichnamigen Vereins berufen und behielt dieses Amt bis 1933 bei. Der von Philipps Ende 1918 eingestellte Stadtmissionar und Inspektor Erich Schnepel erinnerte sich an ein erstes Personalgespräch mit seinem Vorgesetzten, durch das ihm der Stadtmissionsdirektor Philipps ein "unendlich treuer väterlicher Freund (wurde)" und "für die Kämpfe im Berliner Osten  eine Rückendeckung besonderer Art war." Nach 1918 war er Mitglied der Positiven Union und der altpreußischen Generalsynode. Ferner war er Mitherausgeber, zusammen mit Ernst Bunke, der Berliner Kirchenzeitung Die Reformation, die in der damaligen Druckerei der Berliner Stadtmission Vaterländische Verlags- und Kunstanstalt hergestellt wurde. Als nahezu 70-Jähriger schrieb Philipps seine Erinnerungen an Stoecker für die Öffentlichkeit nieder, weil er wiederholt „gebeten worden war“, sie „nicht mit ins Grab zu nehmen“ und er hoffte, „etliche Leser“ anzuregen, „sich etwas eingehender mit ihm zu beschäftigen ...“.
Politisch gehörte er zu den Anhängern der christlich-sozialen Bewegung von Adolf Stoecker. 1912 bis 1916 war er Vorsitzender der Christlich-sozialen Partei, für die er 1913 im Wahlkreis 54 (Charlottenburg) zunächst erfolglos kandidierte, jedoch noch am 20. September 1918 durch Ersatzwahl im Wahlkreis 71 (Köslin 1) als Mitglied ins Preußische Abgeordnetenhaus gelangte. 1919 wurde er Mitbegründer der Deutschnationalen Volkspartei (DNVP), 1927 Vorsitzender der deutschen evangelischen Arbeitsorganisationen und Vizepräsident des Kirchlich-sozialen Bundes sowie Mitglied des Bundesausschusses des Deutschen Evangelischen Volksbundes für öffentliche Mission des Christentums (DEVB). Philipps zählte zu den wesentlichen Kirchenpolitikern der Weimarer Republik. Er betrachtete den Dienst in der Berliner Stadtmission stets als Dienst an der evangelischen Kirche. Besonders in seinem letzten Lebensjahr setzte Philipps sich für die Gründung von Stadtmissionsgemeinden, zu seiner Zeit „Missionsstationen“ genannt, in den von der Siedlungstätigkeit betroffenen Gebieten in der Großstadt Berlin ein.

## Familie

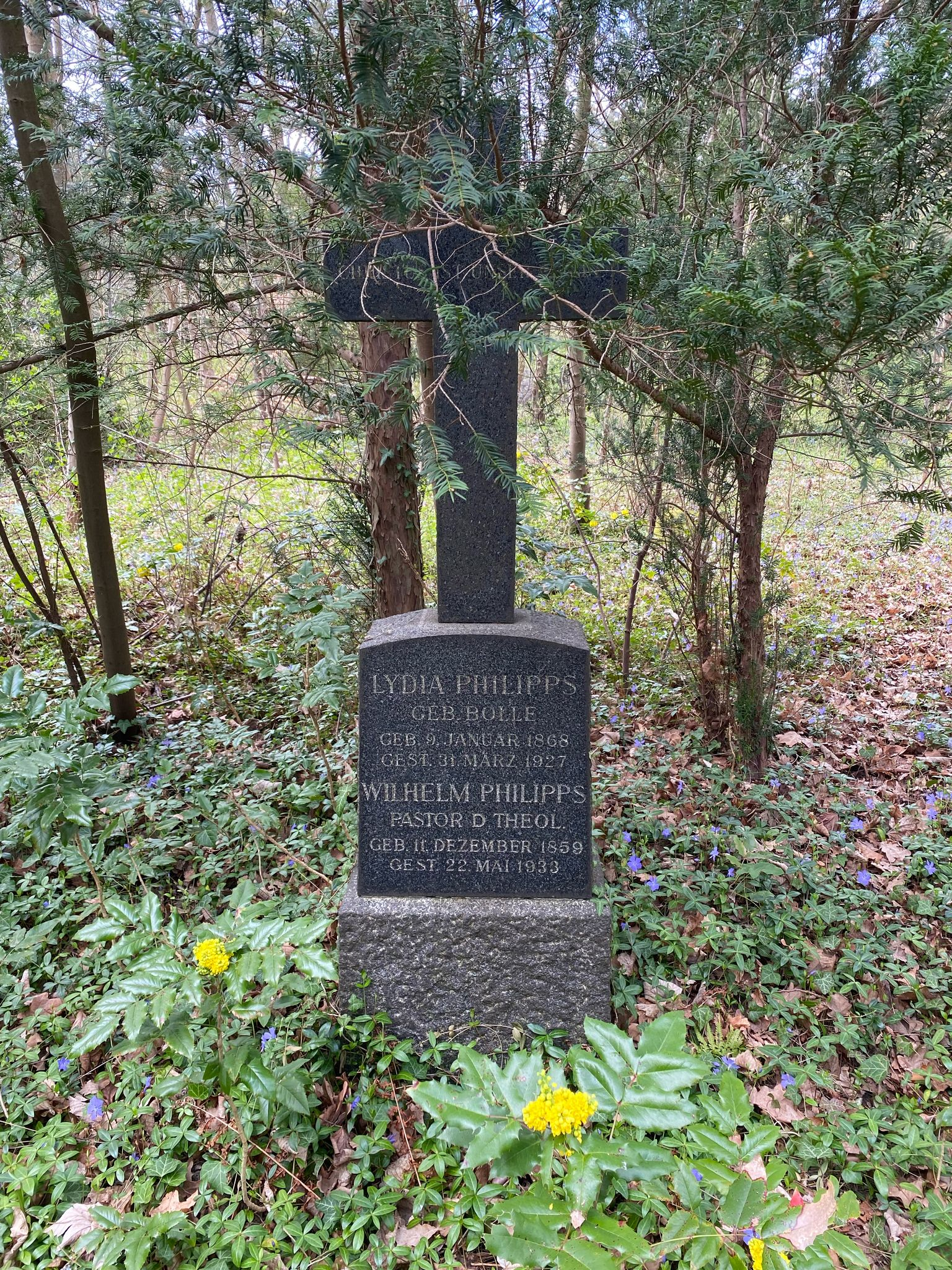
Grabstätte auf dem Südwestkirchhof Stahnsdorf

Pastor Wilhelm Philipps und seiner Ehefrau Lydia, geborene Bolle, wurde am 28. Mai 1891 in Berlin ihr Sohn Johannes geboren. Nach der Reifeprüfung an einem humanistischen Gymnasium studierte Johannes Philipps Mathematik, Physik und Chemie in Göttingen, Berlin, Cambridge, Jena und Marburg. Mit Hilfe der finanziellen Unterstützung seiner Eltern konnte er eine Doktorarbeit schreiben und wurde 1919 zum Dr. phil. an der Philipps-Universität Marburg promoviert. Nachdem Johannes Philipps ab 1920 erstmals in der privaten Versicherungswirtschaft gearbeitet hatte, wirkte er von 1925 bis 1928 als Referent und Regierungsrat im Reichsaufsichtsamt für Versicherungen. Nach seinem Ausscheiden aus dieser Reichsbehörde wurde Johannes Philipps Direktor und Vorstandsmitglied der damaligen Mannheimer Lebensversicherungs-Bank AG in Berlin.
Pastor Wilhelm Philipps fand seine letzte Ruhestätte auf dem Südwestkirchhof Stahnsdorf.
Sein Neffe Wilhelm Philipps (der Jüngere) leitete das Johannesstift von 1932 bis 1939.

## Schriften
- Schlechte Wohnungsverhältnisse, eine Quelle der Unsittlichkeit, Vortrag gehalten auf der Konferenz der Sittlichkeitsvereine Deutschlands in Kassel am 20. August 1889, Berlin 1889
- Die Notwendigkeit eines organisierten Kampfes gegen die Unsittlichkeit, Vortrag gehalten auf der ersten öffentlichen Männer-Versammlung des Männerbundes zur Beförderung der öffentlichen Sittlichkeit in Breslau am 22. Juni 1890, Berlin 1890
- Sittenpolizei, Berlin 1892
- Was kann geschehen um der Prostitution wirksam entgegenzutreten? (= Historische Quellen zur Frauenbewegung und Geschlechterproblematik. 40), Referat für die am 4. Mai 1896 tagende Kreissynode Berlin II, Berlin 1896
- Festschrift zur 50-jährigen Jubelfeier des Evangelischen Johannesstifts in Plötzensee-Berlin, Berlin 1908
- Festschrift zur Einweihung des Evangelischen Johannesstifts in Spandau am 18. September 1910, Berlin 1910
- Deutschland, der Vollstrecker göttlichen Willens (Predigt), Berlin 1915
- Arbeitsbericht über das erste Jahrzehnt 1916/1926 – Konferenz der deutschen evangelischen Arbeitsorganisationen, Berlin 1927
- Erinnerungen an Stoecker, Berlin 1932